# Carl Fredrik Lindahl (läkare)
Carl Fredrik Lindahl, född 11 juli 1874 i Västra Vingåkers församling, död 27 februari 1943 i Bromma församling, var en svensk oftalmolog.
Lindahl blev student 1892, medicine kandidat 1897, medicine licentiat 1900 och medicine doktor 1907 vid Karolinska institutet, där han, som 1902–08 praktiserat som ögonläkare i Gävle, 1908–10 var docent i oftalmiatrik. År 1910 blev han docent i samma ämne vid Uppsala universitet, var 1910–13 föreståndare för dess poliklinik för ögonsjukdomar och 1914–15 t.f. professor i oftalmiatrik samt utnämndes 1915 till ordinarie innehavare av professuren.
Lindahl författade bland annat Bidrag till kännedomen om tårvätskans bakteriedödande verkan (gradualavhandling, 1907) samt ett par senare avhandlingar inom samma område, Om tårvätskans absorption af ultraviolett ljus (1912–13), Über die Pupillaröffnung des Augenbechers in früheren Entwicklungsstadien, mit besonderer Rücksicht auf die Bedeutung der Formverhältnisse derselben für unsere Auffassung von der Entstehung der Iriskolobome (1913; belönat med Svenska Läkaresällskapets jubileumspris samma år), Über die Entwicklung der vorderen Augenkammer (1915), Über Durchleuchtungsmethoden zum nachweis von Chorioidealtumoren (1920), Über den Verschluss der fötalen Augenbecherspalte, die Entwicklung der Sehnerveninsertion und die Anlage des Pecten bei Vögeln (tillsammans med Alexander Jokl, 1922).